# شغال (فیلم ۱۳۸۴)
شغال فیلمی به کارگردانی اصغر نصیری و نویسندگی حسن ثمودیان و ساسان فرخ نیا محصول سال ۱۳۸۴ است.

## بازیگران
- ساسان فرخ نیا
- آناهیتا نعمتی
- مهدی امینی خواه
- محمد مختاری
- پریسا بخشی
- نرسی کرکیا
- سیدمهدی حیدری
- نجات علیمرادی
- مینا طاهری
- فائقه برهانی
- شهرام کرمعلی
- رحیم مهدی خانی
- مهدی یوسفیان
- اسماعیل مهریان
- میثم مقصودی
- بهروز تقی زاده
- محمد گل شاهی
- امیر مجذوبی
- حدیث آذری
- حسین مشمول مقدم
- رایکا پورعرب